# Quercus geminata
Quercus geminata — вид рослин з родини букових (Fagaceae); ендемік південного сходу США. Етимологія: лат. geminus — «спарований».

## Опис
Цей вид найкраще росте в півтіні, як правило, досягає висоти 15 м, але зафіксовано, що він досягає висоти 28 м. Це дерева, іноді кущі, напіввічнозелені, іноді кореневищні. Кора темно-коричнева або чорна, луската. Гілочки жовтуваті, стають світло-сірими. Листки вузько-ланцетні або еліптичні, рідше кулясті, (10)35–60(120) × (7)10–30(45) мм; основа вузько клиноподібна, рідко усічена або округла; верхівка гостра, іноді тупа; краї сильно вигнуті, цілі; верх темно або світло-зелений, блискучий, голий або з дрібними, розсіяними зірчастими волосками; низ білуватий або сірувато-зелений, густо вкритий дрібними волосками або світло-зелені й голі в тіні; ніжка листка 3–10(20) мм. Цвіте навесні. Жолудів 1–3, на ніжці 10–100 мм; горіх темно-коричневий, яйцюватий, бочкоподібний або гострий, (13)15–20(25) × (8)9–12(15) мм, голий; чашечка напівкуляста або глибоко келихоподібна, іноді блюдцеподібна, заввишки 8–15 мм і 5–15 мм завширшки, основа часто стиснута.

## Середовище проживання
Ендемік південного сходу США: Алабама, Флорида, Джорджія, Луїзіана, Міссісіпі, Північна Кароліна, Південна Кароліна.
Населяє ксеричні піщані ґрунти прибережних дюн, твердолистяних лісів, змішаних соснових височин, чагарникових та піщаних пагорбів. Росте на висотах 0–200 м.

## Галерея

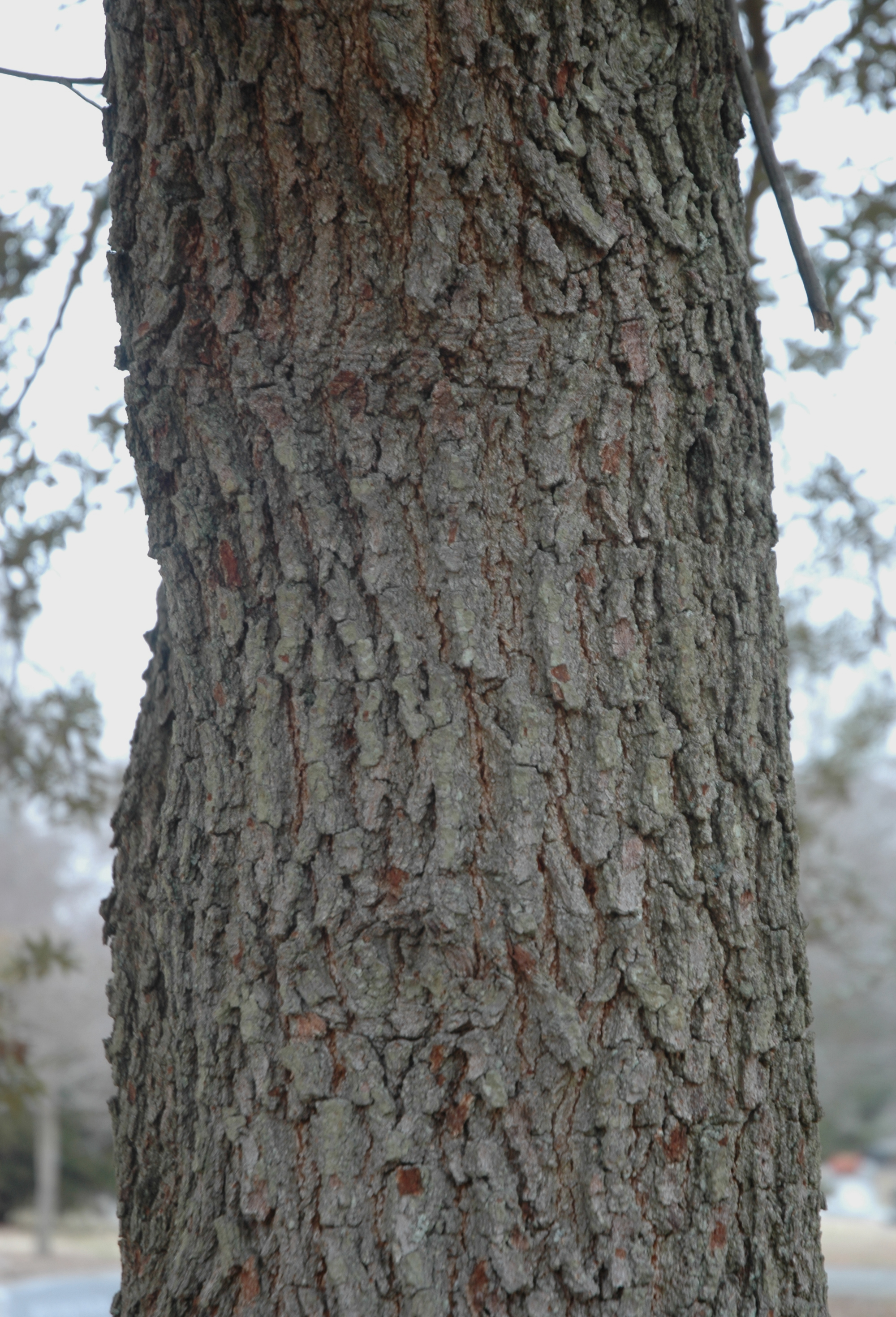
стовбур
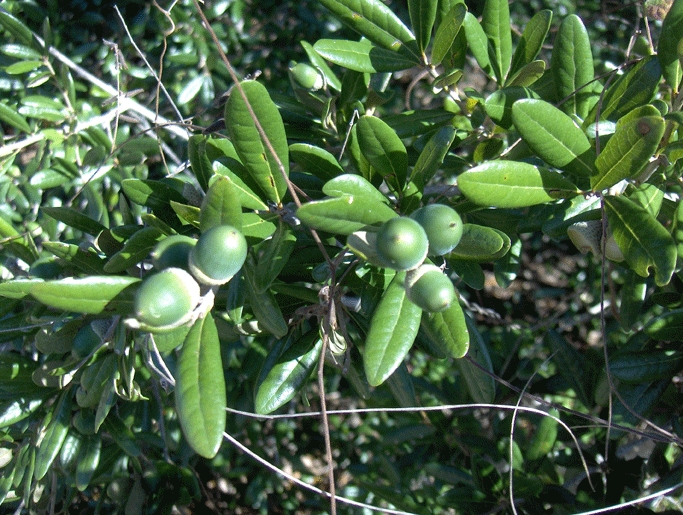
листки й жолуді
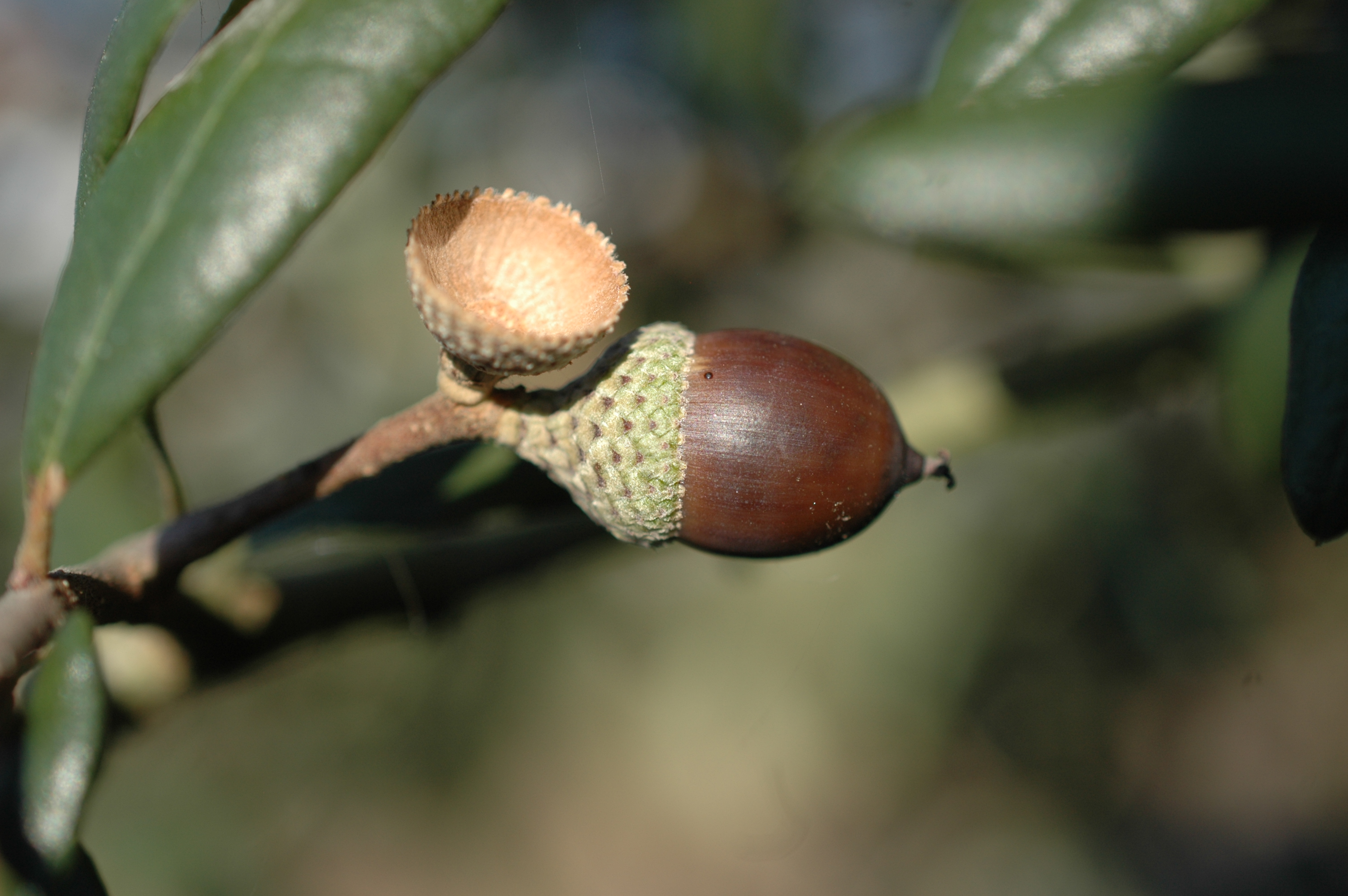
стиглі жолуді